# مارک گایگر
مارک گایگر (زاده ۲۵ اوت ۱۹۷۴) داور فوتبال اهل ایالات متحده آمریکا است.
وی از سال ۲۰۰۸ وارد لیست بین‌المللی فیفا شده است و سابقه قضاوت در جام جهانی زیر ۲۰ سال ۲۰۱۱، بازی‌های المپیک تابستانی ۲۰۱۲ و جام باشگاه‌های فوتبال جهان ۲۰۱۳ را در کارنامه دارد. وی یکی از داوران جام جهانی فوتبال ۲۰۱۴ نیز می‌باشد.